# Ганина (деревня)
Ганина — деревня в Кудымкарском районе Пермского края. Входила в состав Верх-Иньвенского сельского поселения. Располагается западнее от города Кудымкара. Расстояние до районного центра составляет 42 км. По данным Всероссийской переписи населения 2010 года, в деревне проживал 21 человек (11 мужчин и 10 женщин).

## История
По данным на 1 июля 1963 года, в деревне проживало 195 человек. Населённый пункт входил в состав Самковского сельсовета.